# 滿樂大廈

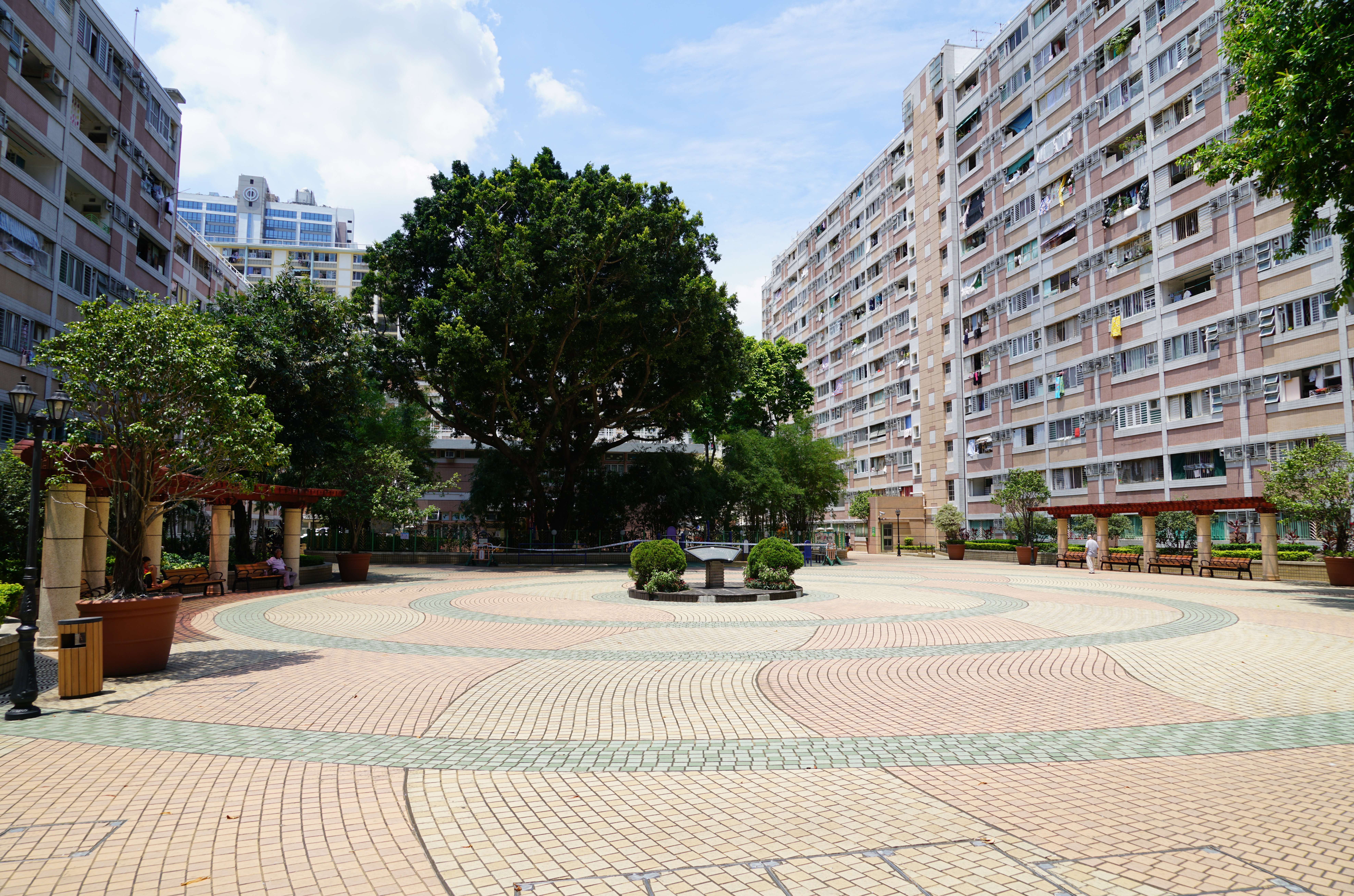
中央廣場

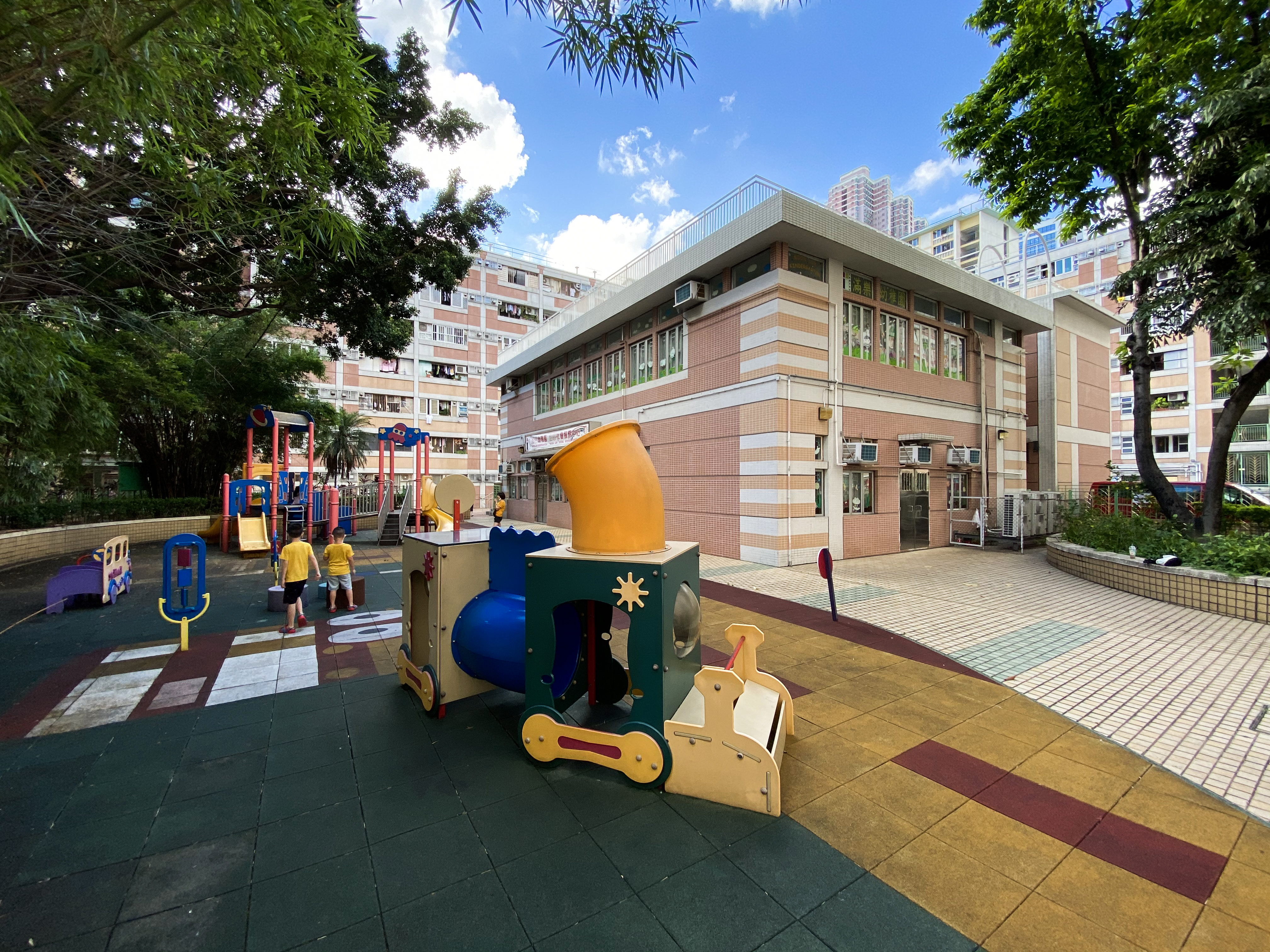
滿樂幼稚園對出設兒童遊樂場

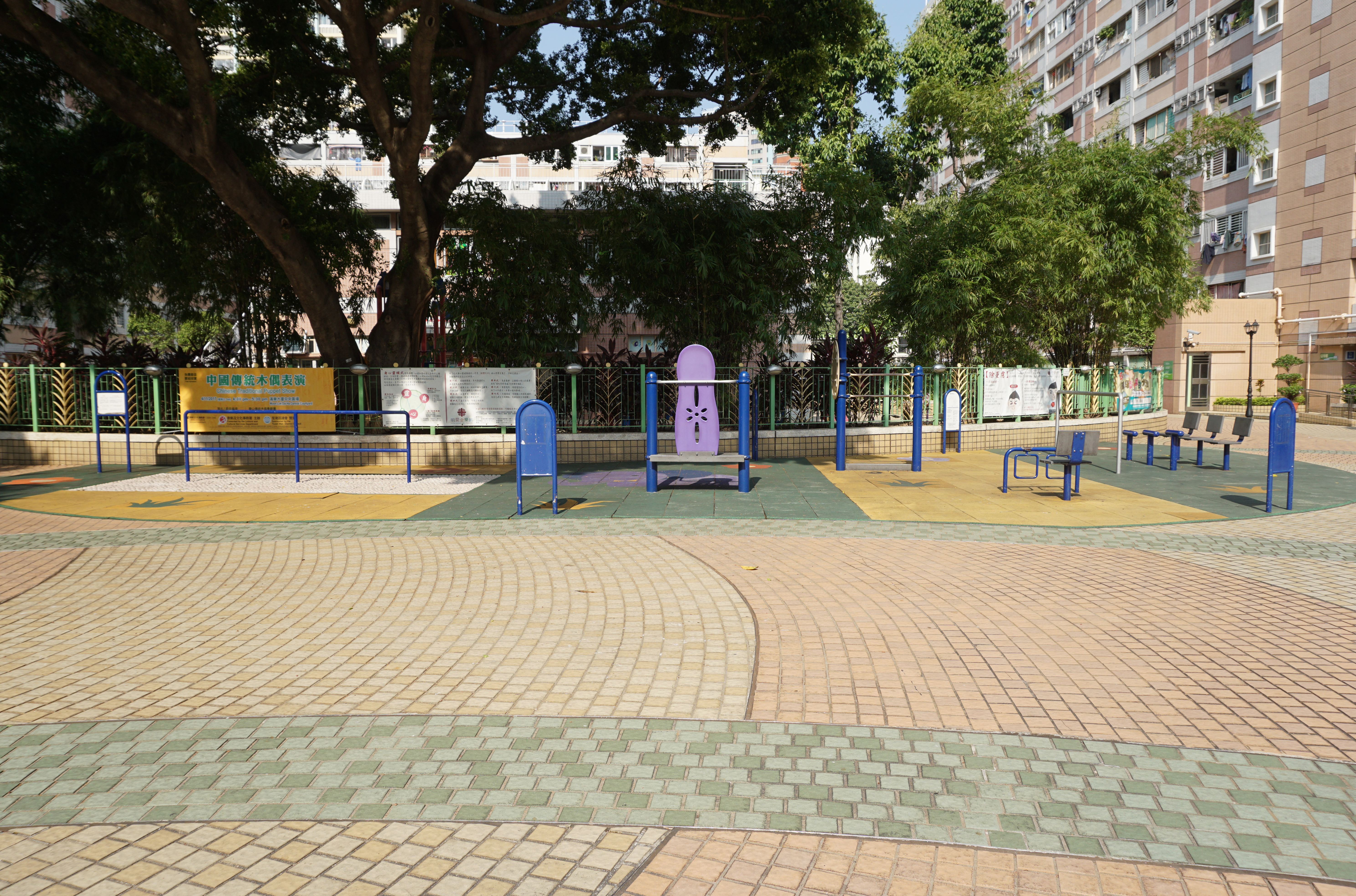
卵石路步行徑及健體區

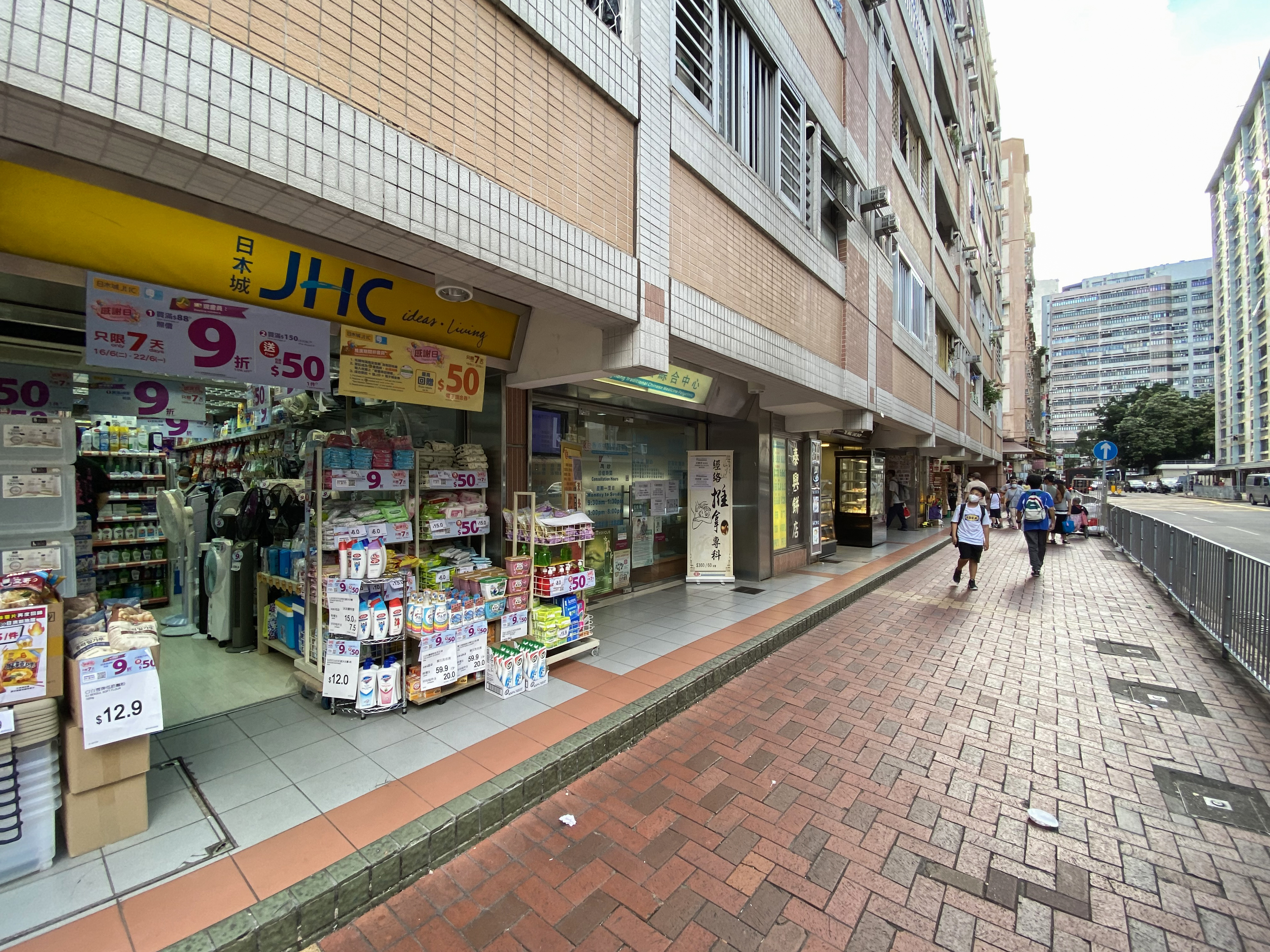
康樂樓商店

滿樂大廈（英語：Moon Lok Dai Ha）是香港房屋協會所發展的甲類出租屋邨，位於新界荃灣沙咀道、曹公街及海壩街。屋邨於1964年落成，共有4座大廈共954個單位，由周耀年李禮之畫則設計負責建築項目。

## 屋邨資料
康樂樓地下設超級市場和餐廳等商店，當中設施包括停車場、休憩廣場、兒童遊樂場及幼稚園。
2003年，房協耗資1億3千萬港元為大廈進行復修，如重鋪外牆、加裝大門、加裝升降機及天台防漏工程等，並將部分地面單位改裝為長者單位，單位內亦加設特大燈掣及在廁間加設扶手等，以配合長者生活需要。其中5個出租公屋單位經過打通。地下亦增設增設一個長者休閒中心，讓住客生活得更方便。工程在2006年12月完成，房協希望翻新後能讓居民多住20年。 不過有頂樓住戶批評天台防漏工程偷工減料，受漏水困擾。房協表示有約10戶居民投訴。而翻新期間有居民投訴邨內塵土飛揚和帶來噪音。

### 樓宇
| 樓宇名稱 | 地址        | 落成年份 | 樓宇層數 | 每層伙數 | 每座單位總數（伙） | 建築師                         | 原先提供升降機的廠商 | 現時提供升降機的廠商 |
| -------- | ----------- | -------- | -------- | -------- | ------------------ | ------------------------------ | -------------------- | -------------------- |
| 福至樓   | 沙咀道153號 | 1964年   | 6        | 29       | 174                | 周耀年李禮之建築師工程師事務所 | 三菱                 | 通力                 |
| 從心樓   | 曹公街21號  | 1964年   | 7        | 36       | 252                | 周耀年李禮之建築師工程師事務所 | 三菱                 | 通力                 |
| 康樂樓   | 海壩街50號  | 1965年   | 6        | 16       | 96                 | 周耀年李禮之建築師工程師事務所 | 三菱                 | 通力                 |
| 安寧樓   | 海壩街54號  | 1965年   | 12       | 36       | 432                | 周耀年李禮之建築師工程師事務所 | 三菱                 | 通力                 |

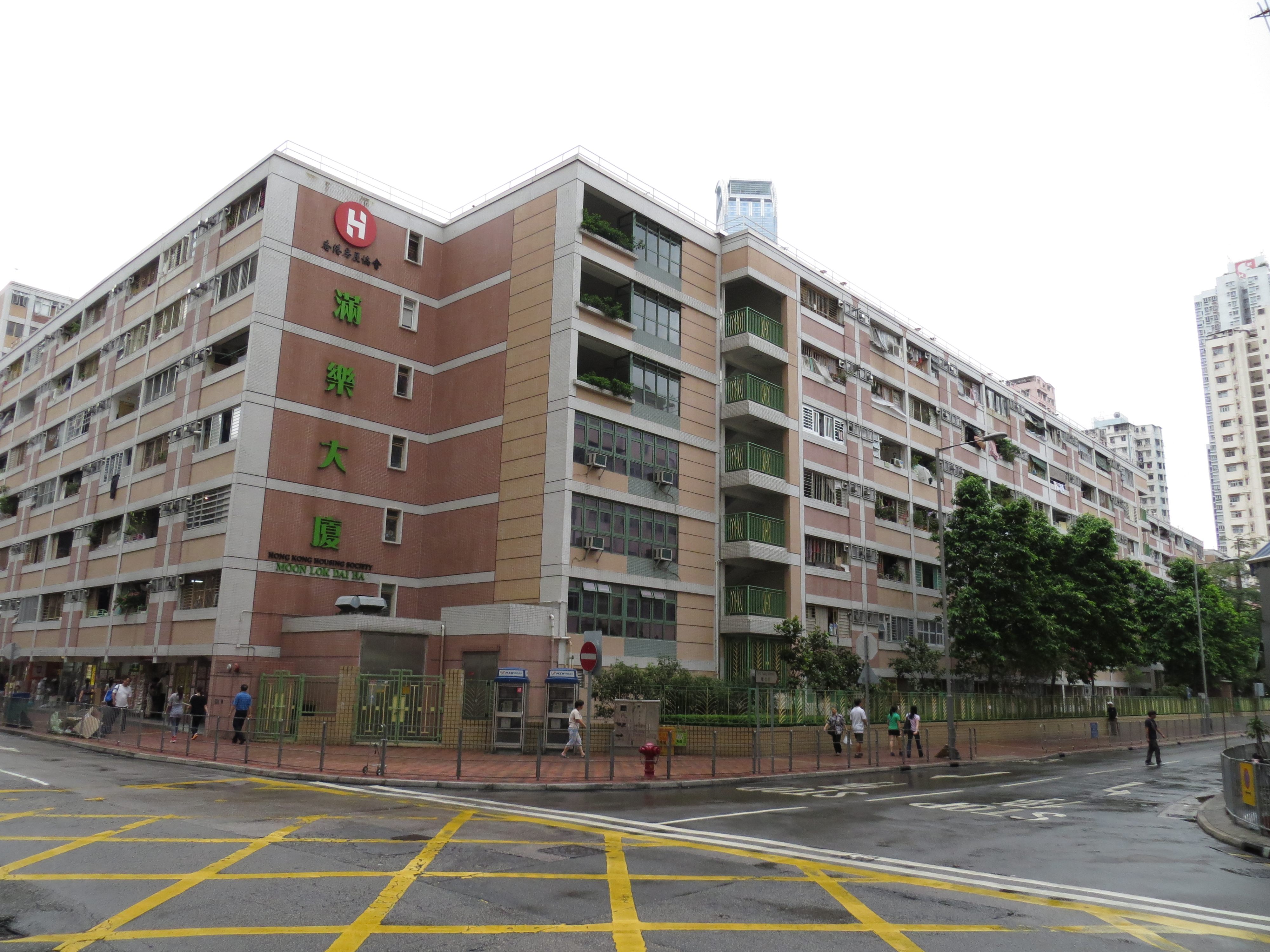
滿樂大廈，右方道路為曹公街、左方道路為海壩街
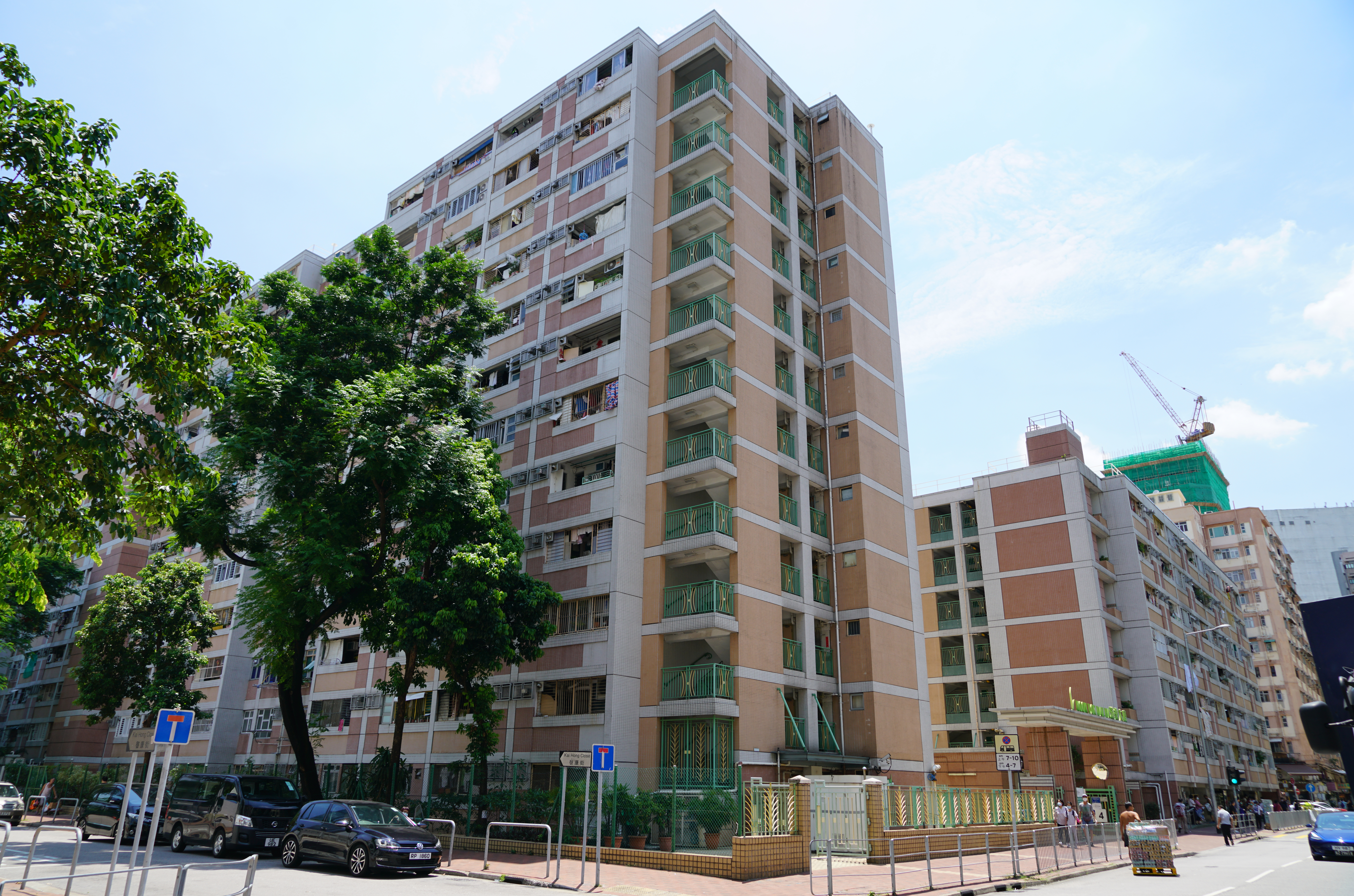
滿樂大廈東面，左右分別為啟康街及海壩街
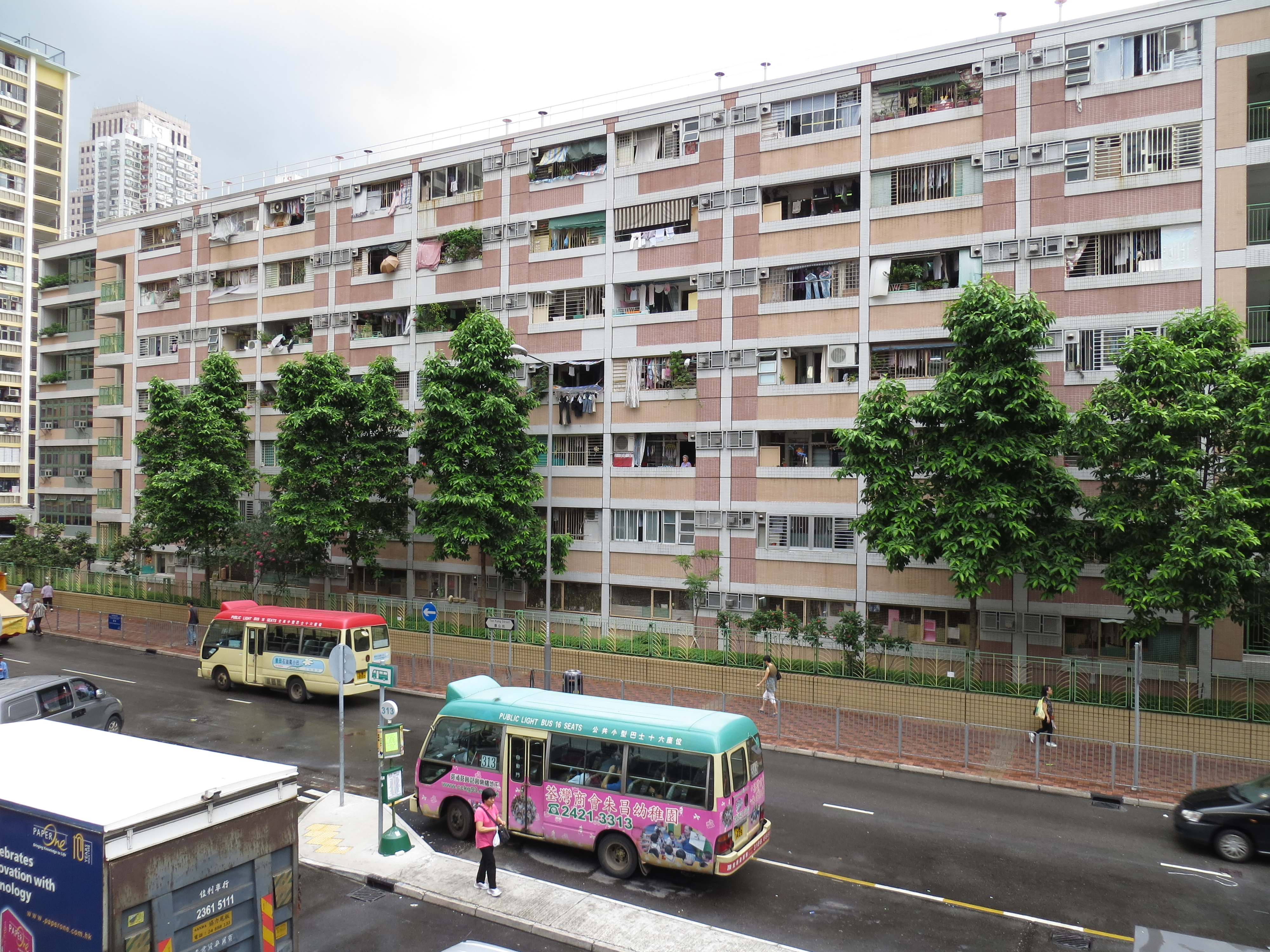
滿樂大廈從心樓，前方道路為曹公街
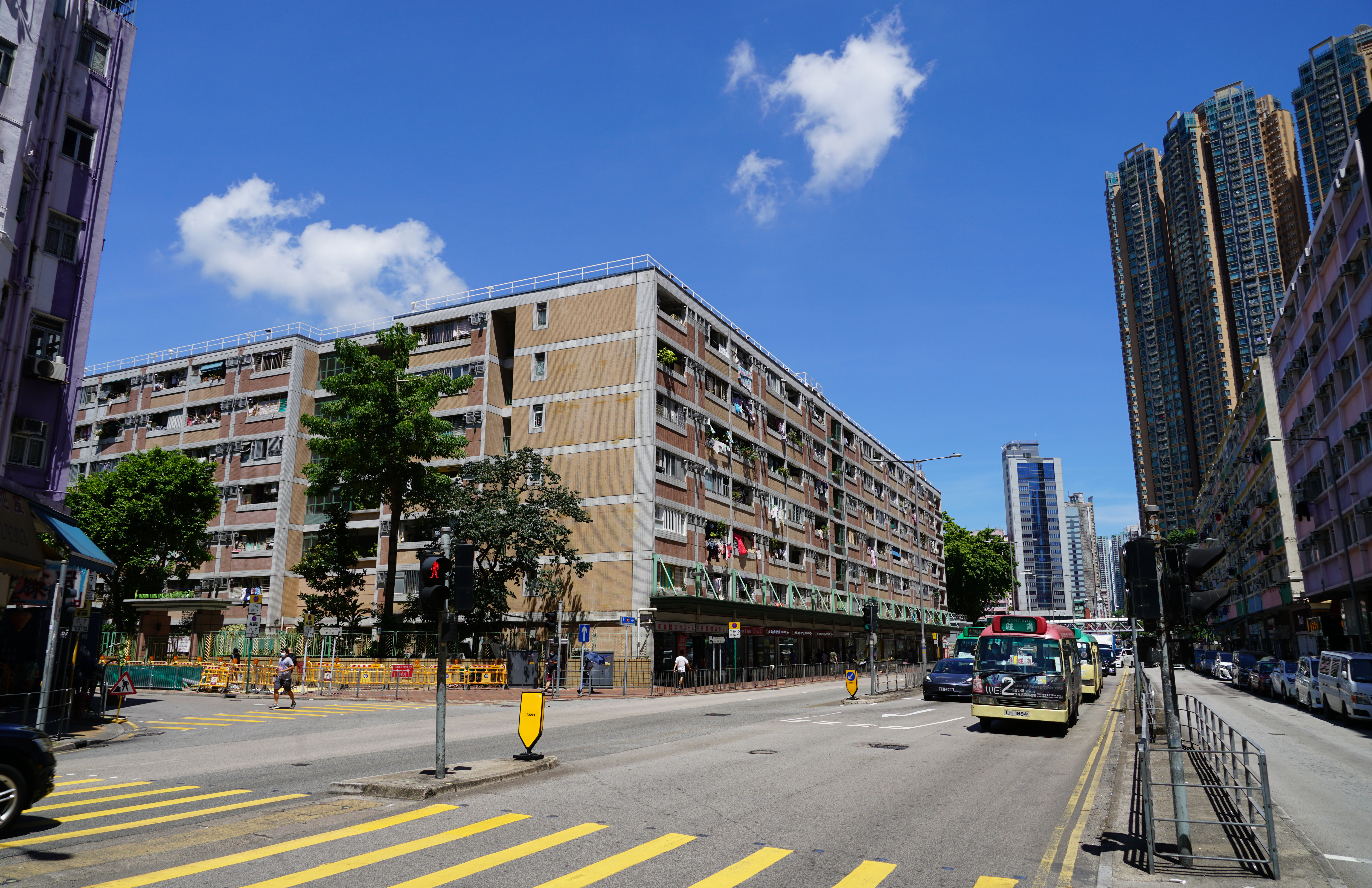
滿樂大廈福至樓
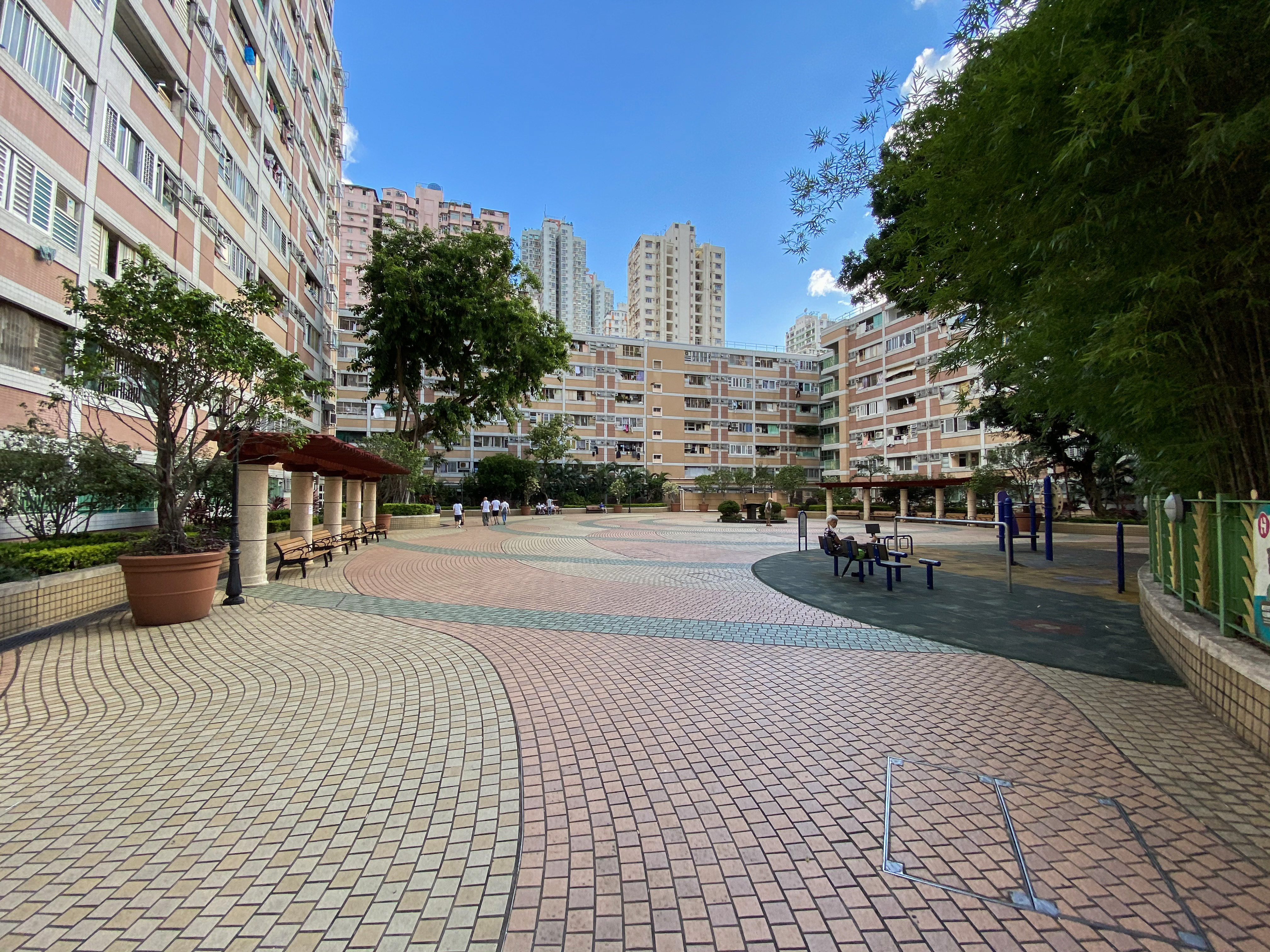
滿樂大廈庭院
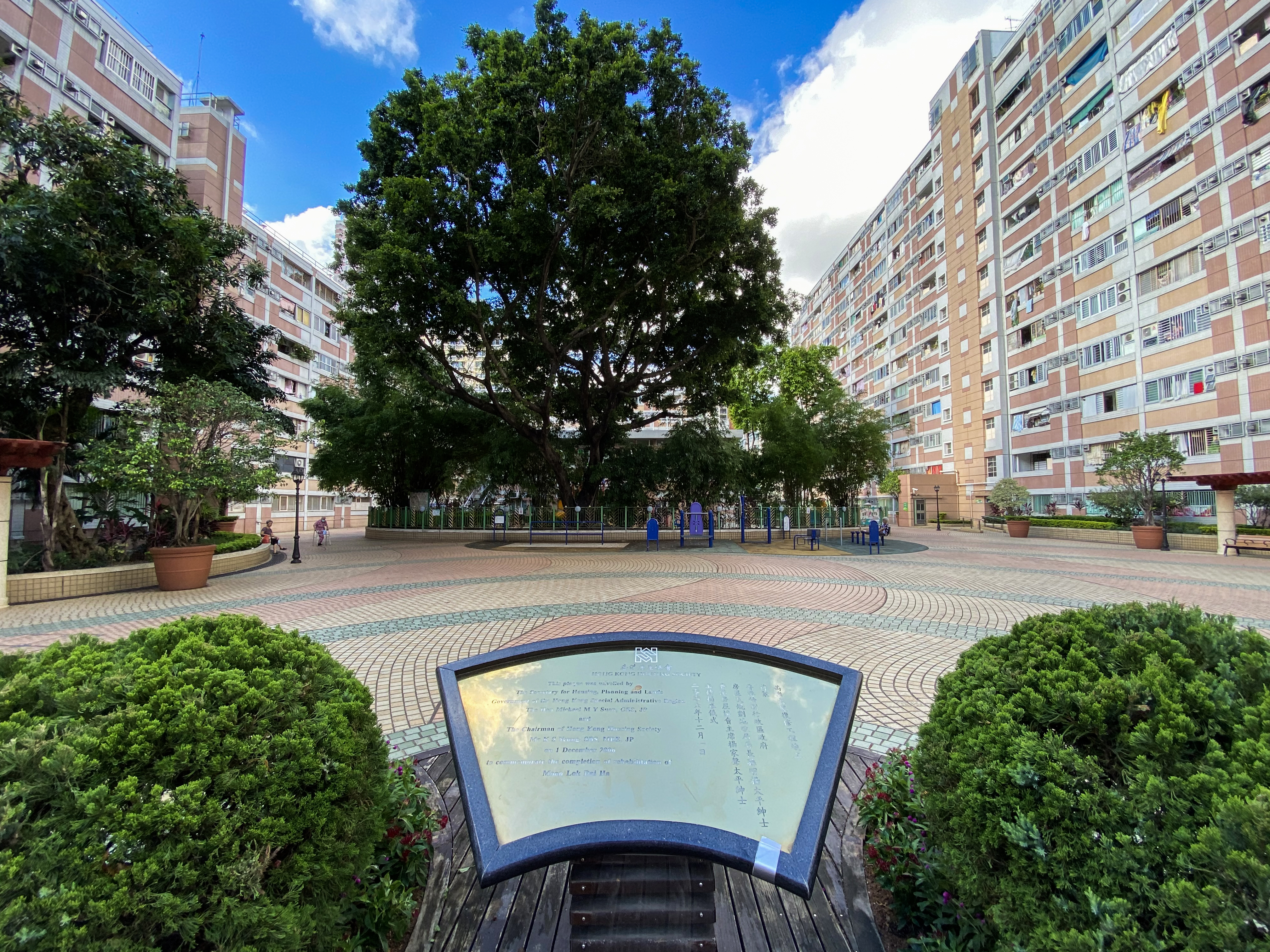
滿樂大廈在2006年完成復修工程後設牌匾記念
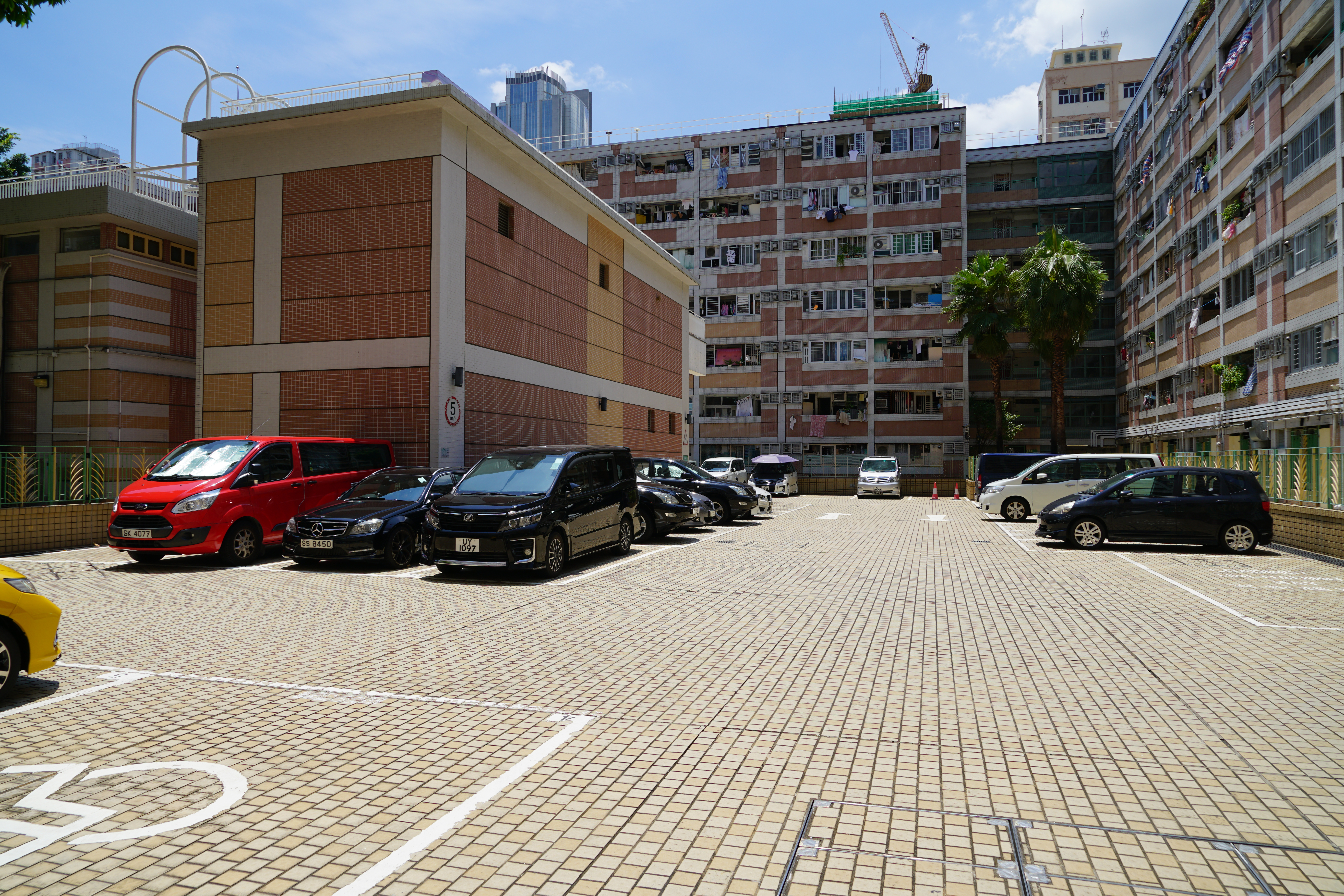
停車場

## 教育設施

### 幼稚園
- 滿樂幼稚園 （页面存档备份，存于）（1965年創辦，將遷往上水彩石邨）

## 交通
屋邨位於沙咀道旁，交通方便，步行約10分鐘可達港鐵荃灣站，約10分鐘到港鐵荃灣西站。屋邨也鄰近多個大型購物商場，如荃灣廣場、荃新天地和南豐中心等，前往楊屋道街市約15分鐘時間。

## 外部連結
- 滿樂大廈

22°22′22″N 114°06′44″E / 22.3729°N 114.1123°E